# Top Model (Pháp mùa 2)
France's Next Top Model, Mùa 2 là mùa thứ hai của France's Next Top Model đã được phát sóng từ tháng 10 đến tháng 12 năm 2007 với tổng cộng 41 lần phát sóng.
Ban giám khảo mới của mùa này gồm 4 người từ giới thời trang: siêu mẫu Adriana Karembeu là host của chương trình cùng với biên tập viên thời trang của tạp chí French Benjamin Galopin, cựu người mẫu & người dẫn chương trình truyền hình Rosalie Afflelou và giám đốc casting Brice Companion.
Người chiến thắng trong cuộc thi mùa này là Karen Pillet, 17 tuổi từ Maintenon. Cô nhận được một hợp đồng quảng cáo cho Dessange Paris trong 1 năm.

## Các thí sinh
(Tuổi tính từ ngày dự thi)
| Thí sinh             | Tuổi | Chiều cao               | Quê quán                 | Bị loại ở | Hạng                  |
| -------------------- | ---- | ----------------------- | ------------------------ | --------- | --------------------- |
| Anne-Sophie Acker    | 17   | 173 cm (5 ft 8 in)      | Saint-Clément-de-Rivière | Tập 4     | 14-13 (dừng cuộc thi) |
| Anna Jacobe          | 22   | 176 cm (5 ft 9+1⁄2 in)  | Villeurbanne             | Tập 4     | 14-13 (dừng cuộc thi) |
| Alice Cournille      | 18   | 179 cm (5 ft 10+1⁄2 in) | Aix-en-Provence          | Tập 5     | 12                    |
| Cynthia Lancien      | 19   | 180 cm (5 ft 11 in)     | Marseille                | Tập 10    | 11                    |
| Léa Peyruse-Boroffka | 17   | 177 cm (5 ft 9+1⁄2 in)  | Montalivet               | Tập 21    | 10                    |
| Stéphanie Lupter     | 18   | 177 cm (5 ft 9+1⁄2 in)  | Vaulx-en-Velin           | Tập 21    | 9                     |
| Anaïs Monory         | 17   | 173 cm (5 ft 8 in)      | Toulouse                 | Tập 26    | 8                     |
| Alina Herzegova      | 18   | 175 cm (5 ft 9 in)      | Vignieu                  | Tập 31    | 7                     |
| Julie Ricci          | 21   | 175 cm (5 ft 9 in)      | Lyon                     | Tập 36    | 6                     |
| Laura Milazzo        | 19   | 173 cm (5 ft 8 in)      | Montpellier              | Tập 38    | 5-4                   |
| Célia Nicolas        | 22   | 178 cm (5 ft 10 in)     | Lausanne, Thụy Sĩ        | Tập 38    | 5-4                   |
| Agnès Bouréalis      | 20   | 178 cm (5 ft 10 in)     | Chatou                   | Tập 41    | 3                     |
| Charlie Gaffarel     | 22   | 173 cm (5 ft 8 in)      | Paris                    | Tập 41    | 2                     |
| Karen Pillet         | 17   | 175 cm (5 ft 9 in)      | Maintenon                | Tập 41    | 1                     |

## Các tập

### Tuần 1
Khởi chiếu: 29, 30, 31 tháng 10 / 1, 2 tháng 11 năm 2007
Tập 1: 12 cô gái mới được gặp nhau và được đưa tới căn hộ mà họ sẽ sống. Tại đó, họ được gặp cố vấn người mẫu của mình là Salvatore Viviano và sau đó, Adriana đến gặp các cô gái và chúc tất cả may mắn. Sau đó, họ đã có một buổi học catwalk với Vincent McDoom, và Anna đã bị đuổi ra khỏi buổi học vì không nghiêm túc và trong nước mắt, Vincent đã đến và an ủi cô. Sau đó, Alice, Laura & Stéphanie là 3 cô gái đầu tiên được nhận diện mạo mới còn Agnès, Charlie & Julie thì sẽ được gặp Aude Dunoyer, giám đốc của quản lí người mẫu Modelhall Agency.
Tập 2: Cố vấn Salvatore quyết định kiểm tra tiếng Anh của các cô gái vì tuần sau sẽ có 3 cô gái được đưa đến Luân Đôn cho London Fashion Week. Sau đó, Anne-Sophie tự cô lập mình và Salvatore cố gắng an ủi cô vì cô có cảm giác không muốn ở lại cuộc thi. Ngày hôm sau, họ đã có một buổi tập thể hình mệt mỏi với huấn luyện viên thể thao Gregory Bouchelaghem. Sau đó, họ đã có một buổi gặp với Marine Méchin, và ông không đánh giá cao phong cách quần áo của các cô gái và đặc biệt là của Anna. Sau một ngày luyện tập, Anna kiệt sức và trong khi các cô gái đang dọn dẹp nhà bếp thì cô chỉ đi ngủ và Salvatore cố gắng đánh thức cô dậy nhưng vô ích.
Tập 3: Mâu thuẫn giữa Alina & Charlie xảy ra khi Charlie có suy nghĩ là Alina bị rối loạn ăn uống và các cô gái còn lại nghi ngờ rằng Charlie là người bắt nạt. Sau đó, họ đã có một buổi tập thể hình với Gregory Bouchelaghem và Gregory quyết định tổ chức một cuộc chiến nhỏ giữa Alina và Charlie, Charlie là người mạnh nhất nên cô hạnh phúc khi chiến thắng trong cuộc đấu tay đôi này còn Alina dường như bị ảnh hưởng bởi thất bại này. Đã đến lúc ban giám khảo bầu chọn thí sinh đứng nhất của tuần, Agnès, Laura & Stéphanie nằm trong top 3 cho danh hiệu đáng thèm muốn này vì nếu được chọn thì họ sẽ được miễn loại vào buổi loại trừ. Sau nhiều cuộc thảo luận, Stéphanie trở thành thí sinh đứng nhất của tuần. Sau đó, ban giám khảo rất lo lắng cho Anne-Sophie nên họ yêu cầu được gặp cô, sau khi cô ấy cảm thấy không muốn ở lại cuộc thi, và ban giám khảo cố gắng thuyết phục cô ở lại cuộc thi.
Tập 4: Các cô gái được hưởng một chuyến thăm rất đặc biệt từ ba người mẫu nam quyến rũ đến dùng bữa tối với họ. Ngày hôm sau, Anna & Anne-Sophie đến gặp ban giám khảo để xin dừng cuộc thi, vì họ nghĩ rằng đó là quá nhiều áp lực cho họ khiến Anne-Sophie muốn trở lại việc học ở nhà và khiến Anna không thể theo kịp được, khiến cho ban giám khảo cảm thấy thất vọng và cả hai đều ra về. 10 cô gái còn lại đã có buổi chụp hình đầu tiên của mình trên một nông trại cùng với động vật.
Tập 5: Các cô gái đều cảm thấy căng thẳng về buổi loại trừ sắp tới và Salvatore cố gắng tạo động lực cho họ để đối mặt với buổi loại trừ. 6 cô gái sẽ dành cả ngày với đạo diễn Rodolphe Sand và họ được học cách hoạt động trên cơ thể. Với Alina và Charlie, sau cuộc tranh luận của họ từ những ngày trước, đã có một buổi nói chuyện với Marine Méchin để giải quyết xung đột. Vào buổi đánh giá, giám khảo Benjamin Galopin chỉ trích Charlie với thái độ của cô vì hành vi của mình trong những ngày gần đây và khiến cho Charlie rời khỏi phòng đánh giá ngay lập tức, giám khảo Brice Compagnon sau đó phải giải thích rõ ràng cho cô. Cuối cùng, Célia được gọi tên đầu tiên và vì không thể hiện tốt, Alice là thí sinh đầu tiên phải rời cuộc thi.

### Tuần 2
Khởi chiếu: 5, 6, 7, 8, 9 tháng 11 năm 2007
Tập 6: Charlie, Cynthia & Karen nhận được một bất ngờ lớn từ Salvatore là họ đã được ban giám khảo lựa chọn để tới Luân Đôn cho London Fashion Week và sự ra đi của họ lúc sáng sớm đánh thức tất cả mọi người. Sau khi Anna và Anne-Sophie dừng cuộc thi vào tuần trước, giám khảo Benjamin tới gặp các cô gái để thông báo rằng là ban giám khảo đã lựa chọn thêm 2 thí sinh mới sẽ tham gia vào cuộc thi là Anaïs và Léa, điều đó đã khiến cho các cô gái khá lạnh lùng và Salvatore cố gắng làm nhẹ tâm trạng, nhưng không có gì giúp được. Các cô gái ở lại Paris sau đó đã có một buổi tập thể hình với Gregory Bouchelaghem và giám khảo Benjamin Galopin sau đó đã kiểm tra khả năng thích ứng của họ với cuộc sống của một người mẫu, thử thách của các cô gái sẽ là chọn một bộ trang phục ở một cửa hàng trong 5 phút và sau đó phải trình diễn thời trang qua đường phố Paris. Kết quả là Julie và Laura là thí sinh có phần thể hiện tệ nhất và sẽ phải nhận hình phạt vào sáng mai.
Tập 7: Salvatore đánh thức Julie và Laura lúc 5 giờ sáng cho hình phạt của họ sau thử thách ngày hôm trước. Salvatore đưa họ đến phòng lạnh của một cửa hàng bán thịt cho buổi chụp ảnh với thịt trên người, và đã khiến Julie cô lập mình trong một căn phòng và từ chối tham gia vào buổi chụp hình, thậm chí muốn rời khỏi cuộc thi. Tại Luân Đôn, Charlie, Cynthia & Karen sẽ được khám phá một ngày của một người mẫu, và nó bắt đầu với một bữa ăn sáng để tăng sức mạnh cho việc đối mặt với những giờ tiếp theo trong buổi casting cho đồ lót. Quay trở lại hình phạt của Julie & Laura, một số cô gái cáo buộc Laura vì đã khiến Julie gặp khó khăn trước ban giám khảo bằng cách chọn cô vào thử thách của mình nên Laura phải tham gia vào một khóa học phát triển cá nhân với Marine Mechin.
Tập 8: Ban giám khảo đã triệu tập ba cô gái tốt nhất trong tuần này là Anaïs, Célia và Karen để phỏng vấn, và Célia là thí sinh đứng nhất tuần nên sẽ được miễn loại trong tuần này. Sau hình phạt ở tiệm bán thịt, Julie buồn bã và cô nói với mọi người rằng cô sẽ rời khỏi cuộc thi nhưng khi Adriana thông báo với cô rằng cô đã được mời tham dự cho Milan Fashion Week ở Milan, Julie buộc phải thú nhận ý định của mình và Adriana đã phải cố gắng thuyết phục cô.
Tập 9: Laura và Stéphanie được tham gia một buổi casting cho trang sức và Aude Dunoyer chào đón họ cho một buổi trang điểm và tạo kiểu. Salvatore đã cho các cô gái chọn người mẫu nam sẽ tham gia vào buổi chụp hình gợi cảm với họ và để thử thách họ, giám khảo Benjamin muốn họ chụp gần như khỏa thân.
Tập 10: Vào buổi đánh giá tiếp theo, Julie muốn thật sự rời khỏi cuộc thi, nhưng khi được Rosalie, Brice và Benjamin cố gắng thuyết phục cô không từ bỏ thì Julie sẽ cố gắng thử lần cuối. Cuối cùng, Alina được gọi tên đầu tiên và vì không thể hiện tốt, Cynthia là thí sinh tiếp theo phải rời cuộc thi.

### Tuần 3
Khởi chiếu: 12, 13, 14, 15, 16 tháng 11 năm 2007
Tập 11: Laura, Julie & Stéphanie nhận được một bất ngờ lớn là họ đã được ban giám khảo lựa chọn để tới Milan cho Milan Fashion Week. 7 thí sinh còn lại được đưa tới trung tâm Paris, họ được gặp Christophe Carrere cho thử thách tuần này là một buổi trình diễn thời trang trong áo tắm trong thời tiết lạnh và ảm đạm. Kết quả là Karen là người làm tốt nhất còn Agnes là người thể hiện tệ nhất tuần. Agnes sau đó cố gắng bào chữa cho mình, cô giải thích với Brice rằng đó là một ngày không tốt và cô không thể làm tốt hơn nhưng ban giám khảo nói với cô rằng tâm trạng của cô không nên thay đổi cách làm việc. Ngày hôm sau, Salvatore đã thực hiện các quy tắc dọn dẹp trong căn hộ cho các cô gái.
Tập 12: Vì chiến thắng trong thử thách ngày hôm qua, Karen đã chọn chia sẻ với Célia cho một buổi mua sắm miễn phí. Giám khảo Brice đang tìm kiếm người mẫu cho buổi trình diễn thời trang của mình và anh chọn Agnès, Karen và Léa để tham gia. Tại Milan, sau khi tham gia Milan Fashion Week, Julie, Laura và Stéphanie dành thời gian để dùng bữa tại một nhà hàng và đã có một anh chàng ở đó tặng hoa cho họ. Quay lại Paris, Salvatore quyết định đưa các cô gái đi ăn tối trên ban công.
Tập 13: Agnès, Célia, Charlie, Laura và Stéphanie sẽ phải tham gia vào buổi học phát triển cá nhân. Như mọi khi, Marine không bỏ lỡ những lời nhận xét và chỉ trích nhưng đối với Charlie, sau khi bị chỉ trích căng thẳng, cô bực tức và rời khỏi buổi học ngay lập tức. Sau đó, các cô gái đã có một buổi tập thể thao và áp lực đã ập đến Anaïs. Trong khi đó, đạo diễn Rodolphe Sand đã đưa Alina, Agnès và Karen đến đằng sau hậu trường của một trường quay và các cô gái có cơ hội trò chuyện với Magloire Delcros-Varaud. Tuần này, Alina, Karen và Léa nằm trong ba cô gái tốt nhất tuần, và Karen là thí sinh đứng nhất tuần nên sẽ được miễn loại trong tuần này.
Tập 14: Sau buổi học phát triển cá nhân, Charlie đã đóng gói túi của mình và thực sự muốn rời khỏi cuộc thi nhưng rồi sau đó cô bình tĩnh lại và quay lại căn hộ. Ngày hôm sau, Salvatore quyết định không đánh thức họ nữa và tất cả đều dậy muộn. Họ sau đó được đưa đến Disneyland Paris cho buổi chụp hình tiếp theo hóa thân thành những nhân vật cổ tích. Sau đó, mẹ của Karen bất ngờ đến thăm cô
Tập 15: Alina được đưa đến tiệm salon cho diện mạo mới của mình. Chính giám khảo Benjamin là người đồng hành cùng cô và là người lựa chọn, với sự giúp đỡ của một chuyên gia trang điểm. Tại căn hộ, Julie nhận được một chuyến thăm bất ngờ từ bạn trai của cô và con chó chihuahua, Ruby, của cô. Vào buổi đánh giá hôm sau, Célia được gọi tên đầu tiên còn Léa sẽ là thí sinh tiếp theo bị loại, nhưng ban giám khảo quyết định cho cô thêm một cơ hội. Ngày tiếp theo, các cô gái được đưa đến nhà hát cho bài học diễn xuất của Rodolphe Sand.

### Tuần 4
Khởi chiếu: 18, 19, 20, 21, 22, 23 tháng 11 năm 2007
Tập 16: Giám khảo Benjamin đã lên kế hoạch cho thử thách tiếp theo để kiểm tra khả năng ứng biến của các cô gái. Một số phải quyến rũ một người lạ và giành được một nụ hôn lên má. Kết quả là Célia & Karen là 2 người thể hiện tệ nhất tuần. Stéphanie và Léa, cũng như Karen và Agnes, đã có cuộc cãi nhau căng thẳng đến nỗi thậm chí cảnh sát vào can thiệp.
Tập 17: Célia, Karen, Léa & Stéphanie sẽ phải tham gia vào buổi học phát triển cá nhân tại một quán rượu, nơi họ sẽ học cách nhảy cabaret theo nhịp điệu và theo nhóm để biểu diễn trên sân khấu vào ngày hôm sau.
Tập 18: Anaïs, Léa, Laura & Julie được Vincent McDoom thử thách tạo dáng chụp ảnh và sự tự nhiên của Julie đã chiếm ưu thế. Vì thể hiện tệ nhất trong thử thách trước, giám khảo Benjamin đưa Célia & Karen đến một cửa hàng quần áo bảo hộ lao động cho hình phạt của họ sẽ phải hóa thành manơcanh trong hai giờ đằng sau tấm kính cửa hàng. Célia, Karen, Léa & Stéphanie sẽ phải trình bày vũ đạo cabaret trên sân khấu mà họ đã học ngày hôm qua.
Tập 19: Charlie không tham gia vào buổi học phát triển cá nhân sau khi tức giận từ tuần trước nên Salvatore cùng các cô gái giải quyết mâu thuẫn của cô và Charlie cuối cùng mới đến buổi học. Sau lần thể hiện không tốt lần trước, Agnes cuối cùng đã đạt được nhiều tiến bộ và ban giám khảo quyết định cô là thí sinh đứng nhất tuần nên sẽ được miễn loại trong tuần này. Célia & Stéphanie được Salvatore và các cô gái tổ chức sinh nhật trong căn hộ vào buổi tối.
Tập 20: Charlie & Léa có một cuộc gặp với Aude Dunoyer cho cơ hội thử trang phục của nhà thiết kế Fabrizio Capriata. Alina, Célia & Charlie được ban giám khảo mời dùng bữa tại nhà hàng để học về cách ăn uống của một người mẫu. Sau đó, các cô gái gặp giám khảo Benjamin cho buổi chụp hình tiếp theo trong trang phục màu mè và tạo dáng với Ông già Noel hoặc Pink Panther.
Tập 21: Anaïs, Laura & Léa sẽ phải tham gia vào buổi học phát triển cá nhân. Vào buổi đánh giá, ban giám khảo đang rất lo lắng khi tất cả các cô gái đều tăng cân do ăn vặt và thói quen ăn uống xấu đang nên họ phải kiểm tra cân nặng của họ, và chỉ có Julie là giảm được vài cân. Kết quả, Karen được gọi tên đầu tiên còn Anaïs, Léa & Stéphanie rơi vào cuối bảng và sau khi Adriana thông báo rằng là sẽ có loại trừ kép, Léa là người đầu tiên bị loại và sau đó là Stéphanie.

### Tuần 5
Khởi chiếu: 26, 27, 28, 29, 30 tháng 11 năm 2007
Tập 22: Alina, Charlie & Laura sẽ được học về cách trả lời một nhà báo với Marc-Olivier Fogiel. Để giải quyết vấn đề về đồ ăn, Marine Méchin đã đưa các cô gái tới Saint-Malo cho một buổi huấn luyện thể lực kiểu quân đội. Sau đó, Alina, Charlie, Karen & Laura được đưa tới quảng trường Trocadéro để tập luyện catwalk với động vật cùng với Christophe Carrere cho thử thách trình diễn thời trang với động vật giữa đám đông, Karen chiến thắng thử thách và cô chọn Charlie để nhận giải thưởng là một buổi qua đêm trong một khách sạn sang trọng.
Tập 23: Vì quá tận hưởng trong khách sạn nên khi họ về nhà, Salvatore rất tức giận khi cả hai đều tăng cân trong khi Charlie đang ăn sôcôla và đậu phộng. Anaïs, Agnès, Célia & Julie sẽ phải tham gia vào buổi học phát triển cá nhân nhưng lần này họ được ra một bãi biển ở Bretagne trong thời tiết lạnh và sau đó họ đã có một buổi chụp hình trong áo tắm. Trong khi đó, Charlie và Laura có một buổi nói chuyện với Aude Dunoyer về các yêu cầu của một công ty người mẫu.
Tập 24: Anaïs, Agnès, Célia & Julie được đưa tới Saint-Malo từ Bretagne với Marine để mời họ thực hiện chương trình ăn kiêng trong hai ngày này để học kinh nghiệm cho phép các cô gái quản lý cân nặng và tâm trí của họ trong sự nghiệp tương lai. Sau đó, họ đã có một buổi tập Free-Fight đặc biệt với Grégory để học cách kiểm soát sự căng thẳng và năng nổ của mình. Tại căn hộ, Charlie nhận được một bất ngờ đó là bạn trai cô đến thăm. Tuần này, Célia, Charlie & Karen nằm trong ba cô gái tốt nhất tuần, và Célia là thí sinh đứng nhất tuần nên sẽ được miễn loại trong tuần này.
Tập 25: Rodolphe Sand đã đưa các cô gái đến công viên cho buổi học diễn xuất. Sau đó, Charlie, Karen & Laura sẽ phải tham gia vào buổi học phát triển cá nhân. Ngày hôm sau, họ đã có buổi chụp hình tiếp theo trong phong cách thể thao, trong khi họ sẽ phải tạo dáng trên không bằng cách nhảy trên bạt lò xo.
Tập 26: Agnès, Charlie & Karen sẽ phải tham gia vào buổi học phát triển cá nhân của Marine trong khi Alina, Anaïs, Julie & Laura được gặp Aude Dunoyer tại quản lí người mẫu Modelhall Agency để học về tính chuyên nghiệp khi đi casting cho một quản lí người mẫu. Vào buổi đánh giá, Julie được gọi tên đầu tiên và vì không thể hiện tốt, Anaïs là thí sinh tiếp theo phải rời cuộc thi.

### Tuần 6
Khởi chiếu: 3, 4, 5, 6, 7 tháng 12 năm 2007
Tập 27: Karen đã có một buổi khó khăn trong lớp học kịch với Rodolphe Sand, trong khi đó thì Laura phải tham gia vào buổi học phát triển cá nhân của Marine sau khi ban giam khảo đã mệt mỏi với thái độ của cô. Tại căn hộ, Salvatore quyết định làm các cô gái ngạc nhiên khi cho họ xem những bức ảnh hồi bé của họ và đoán ai với ai. Sau đó, giám khảo Benjamin quyết định cho các cô gái tham gia thử thách chụp hình bên trong buồng chụp ảnh. Kết quả là Julie là người làm tốt nhất còn Agnès và Laura là thí sinh có phần thể hiện tệ nhất và sẽ phải nhận hình phạt là khỏa thân trước một lớp học vẽ vào ngày mai.
Tập 28: Salvatore đưa Agnès và Laura tới một lớp học vẽ cho hình phạt là khỏa thân trước một họa sĩ và học sinh của họa sĩ, trong khi đó thì Célia và Julie được gặp Aude Dunoyer cho một buổi thử đồ lót. Sau đó, giám khảo Benjamin đến căn hộ của các cô gái vì là một stylist, anh đã không đồng ý với phong cách ăn mặc của các cô gái, nên anh bắt đầu dạy cho các cô gái cách ăn mặc như một người mẫu.
Tập 29: Vincent McDoom đến thăm các cô gái và kiểm tra kỹ năng catwalk của họ qua một buổi trình diễn thời trang trong áo tắm với mũ và túi xách. Tuần này, Agnès, Charlie & Julie nằm trong ba cô gái tốt nhất tuần, và Julie là thí sinh đứng nhất tuần nên sẽ được miễn loại trong tuần này.
Tập 30: Célia nhận được bất ngờ là bố mẹ cô từ Thụy Sĩ đến thăm cô, trong khi đó thì Julie & Laura sẽ phải tham gia vào buổi học phát triển cá nhân với Marine Méchin. Sau đó, giám khảo Rosalie đã đến gặp họ cho buổi chụp hình tiếp theo với nhiếp ảnh gia Hervé Lewis, khi họ sẽ phải tạo dáng trong đồ lót trước cửa sổ căn hộ của họ.
Tập 31: Vào buổi đánh giá, Célia được gọi tên đầu tiên còn Alina & Laura là 2 thí sinh rơi vào cuối bảng, nhưng ban giám khảo vẫn đang phân vân rằng ai là người sẽ bị loại nên họ quyết định sẽ đưa ra quyết định này vào lần sau.

### Tuần 7
Khởi chiếu: 10, 11, 12, 13, 14 tháng 12 năm 2007
Tập 32: Vào buổi loại trừ tuần trước, Alina & Laura là 2 thí sinh rơi vào cuối bảng và ban giám khảo cuối cùng đã đưa ra quyết định, Alina là thí sinh tiếp theo phải ra về. Sau đó, Agnès, Célia & Karen nhận được một bất ngờ lớn là họ đã được ban giám khảo lựa chọn để tới Moscow với Marine Merchin cho Moscow Fashion Week. Trong khi đó thì Charlie & Julie đã có một buổi học catwalk với Vincent McDoom. Charlie, Julie & Laura sau đó đã gặp Rodolphe Sand cho thử thách quay quảng cáo xúc xích.
Tập 33: Vẫn ở Moscow, Agnès, Célia và Karen được tận hưởng một đêm giải trí trong hộp đêm và ngày hôm sau, huấn luyện viên tuần lễ thời trang Julia Fisher của họ, đưa họ đi nếm thử các món đặc sản địa phương tại một khu chợ và sau đó, họ được gặp một nhà thiết kế trẻ để thử đồ cho buổi chụp hình bên bờ sông. Quay lại Paris, buổi quay quảng cáo xúc xích tiếp tục và Charlie & Julie chiến thắng thử thách nên họ được hưởng một chuyến bay trực thăng qua thành phố. Sau đó, Charlie, Julie & Laura đã có một buổi tập thể thao với huấn luyện viên Grégory Bouchelaghem và Charlie đã mất kiềm chế nên cô đã rời khỏi buổi tập nhưng cuối cùng cô đã quay lại và xin lỗi. Họ sau đó đã có một buổi tối giải trí trong hộp đêm.
Tập 34: Trở về từ Moscow, tất cả 6 cô gái đã gặp Vincent McDoom tại quảng trường Concorde cho một buổi trình diễn thời trang trong váy cưới cùng với giám khảo Brice Compagnon và Célia sau đó được nhận diện mạo mới của mình. Sau đó, họ được gặp Aude Dunoyer tại một studio chụp ảnh cho một bất ngờ lớn là một trong những nhiếp ảnh gia thời trang chuyên nghiệp nhất sẽ chụp hình của họ. Tuần này, Agnès, Karen và Charlie nằm trong ba cô gái tốt nhất tuần, và Charlie là thí sinh đứng nhất tuần nên sẽ trở thành thí sinh đầu tiên góp mặt vào tuần cuối cùng của cuộc thi.
Tập 35: Aude Dunoyer đã có một cuộc hẹn với Charlie & Karen cho một buổi thử đồ đặc biệt với những chiếc váy hiện chỉ ở giai đoạn nguyên mẫu, trong khi đó thì Julie & Laura sẽ phải tham gia vào buổi học phát triển cá nhân với Marine Méchin. Vào buổi chụp hình tiếp theo, họ được gặp Adriana tại một rạp xiếc và họ sẽ phải hóa thân thành những người diễn xiếc cùng với động vật. Ngày hôm sau, Agnès có một buổi tập diễn xuất với Rodolphe Sand qua một vở kịch có tên "la bombe" và cô phải vào vai một bảo mẫu người Anh nói tiếng Pháp rất kém.
Tập 36: Vào buổi đánh giá tiếp theo, Karen được gọi tên đầu tiên và vì không thể hiện tốt, Julie là thí sinh tiếp theo phải rời cuộc thi trong buổi loại trừ đầy cảm xúc nhất.

### Tuần 8
Khởi chiếu: 17, 18, 19, 20, 21 tháng 12 năm 2007
Tập 37: Rắc rối giữa Agnès và các cô gái khác nghiêm trọng đến nỗi Vincent McDoom phải giải quyết vấn đề này của họ. Sau đó, Laura sẽ phải tham gia vào buổi học phát triển cá nhân với Marine Merchin và có một buổi gặp mặt trực tiếp với ban giám khảo. 5 cô gái còn lại sau đó đã có buổi chụp hình cuối cùng của mình chỉ với mặt mộc tự nhiên trước ống kính.
Tập 38: Vào buổi đánh đánh giá trước trận chung kết, Karen là người đầu tiên được chọn, sau đó là Charlie. Agnès, Célia & Laura rơi vào cuối bảng. Agnès là thí sinh cuối cùng bước vào chung kết còn Célia & Laura là 2 thí sinh tiếp theo bị loại.
Tập 39: 3 cô gái còn lại sẽ dành thời gian riêng với ban giám khảo và cố vấn. Agnès sẽ dành cả ngày với giám khảo Benjamin để luyện tập cho buổi trình diễn thời trang cuối cùng. Trong khi đó thì Charlie sẽ phải tham gia vào buổi học phát triển cá nhân với Marine Méchin. Còn Karen thì có buổi ăn trưa với giám khảo Rosalie để trò chuyện về cuộc sống gia đình cô.
Tập 40: 3 cô gái nhận được một bất ngờ là người thân của họ đến thăm và họ sẽ dành cả ngày bên người thân. Agnès có buổi ăn trưa với bạn trai cô, Karen thì có một buổi trò chuyện với gia đình cô còn Charlie thì có buổi ăn trưa với mẹ cô.
Tập 41: Vào ngày cuối cùng trong căn hộ, 3 cô gái còn lại đã phải nói lời chia tay với cố vấn Salvatore sau bữa sáng. Sau đó, họ đã có cuộc diễn tập cho buổi trình diễn thời trang cuối cùng theo lời khuyên của Christophe Carrère. Trước khi bắt đầu, Agnès, Karen và Charlie được người thân của họ đến thăm vài phút trước khi bắt đầu và ngay sau đó, họ đã có buổi trình diễn thời trang cuối cùng của mình. Vào buổi đánh giá cuối cùng, Agnès là người đầu tiên bị loại vì sự thiếu tự nhiên của cô. Sau khi cân nhắc về Charlie & Karen, ban giám khảo quyết định rằng Karen chính là quán quân của chương trình.

## Thứ tự gọi tên
| Thứ tự | Tập              | Tập       | Tập       | Tập       | Tập     | Tập     | Tập     | Tập         | Tập     | Tập |
| Thứ tự | 5                | 10        | 15        | 21        | 26      | 31      | 36      | 38          | 41      |     |
| ------ | ---------------- | --------- | --------- | --------- | ------- | ------- | ------- | ----------- | ------- | --- |
| 1      | Stéphanie        | Célia     | Karen     | Agnès     | Célia   | Julie   | Charlie | Karen       | Karen   |     |
| 2      | Célia            | Alina     | Célia     | Karen     | Julie   | Célia   | Karen   | Charlie     | Charlie |     |
| 3      | Karen            | Charlie   | Julie     | Alina     | Agnès   | Karen   | Laura   | Agnès       | Agnès   |     |
| 4      | Alina            | Agnès     | Laura     | Julie     | Charlie | Charlie | Célia   | Célia Laura |         |     |
| 5      | Charlie          | Karen     | Alina     | Célia     | Karen   | Agnès   | Agnès   | Célia Laura |         |     |
| 6      | Julie            | Anaïs     | Anaïs     | Charlie   | Alina   | Laura   | Julie   |             |         |     |
| 7      | Agnès            | Julie     | Charlie   | Laura     | Laura   | Alina   |         |             |         |     |
| 8      | Laura            | Stéphanie | Agnès     | Anaïs     | Anaïs   |         |         |             |         |     |
| 9      | Cynthia          | Léa       | Stéphanie | Stéphanie |         |         |         |             |         |     |
| 10     | Alice            | Laura     | Léa       | Léa       |         |         |         |             |         |     |
| 11     | Anna Anne-Sophie | Cynthia   |           |           |         |         |         |             |         |     |
| 12     | Anna Anne-Sophie |           |           |           |         |         |         |             |         |     |

     Thí sinh đứng nhất của tuần và được miễn loại
     Thí sinh bị loại
     Thí sinh dừng cuộc thi
     Thí sinh ban đầu bị loại nhưng được an toàn
     Thí sinh chiến thắng cuộc thi
- Trong tập 4, Anna và Anne-Sophie dừng cuộc thi nên họ đã được thay thế bởi Anaïs và Léa trong tập 6.
- Trong tập 15, Léa ban đầu bị loại nhưng các giám khảo quyết định sẽ không loại cô trong cuộc thi.
- Tập 21 và 38 có loại trừ kép.
- Tập 31 kết thúc với việc Laura và Alina rơi vào cuối bảng và việc Alina bị loại được hiện ra trong tập sau.

### Buổi chụp hình
- Tập 4: Tạo dáng với động vật ở nông trại
- Tập 9: Quyến rũ với người mẫu nam
- Tập 14: Những nhân vật cổ tích trong Disneyland Paris
- Tập 19: Tạo dáng với Ông già Noel và Pink Panther
- Tập 24: Thời trang và thể thao trên không
- Tập 29: Ảnh trắng đen đồ lót
- Tập 34: Người diễn xiếc với động vật
- Tập 37: Ảnh chân dung tự nhiên